# Parroquia Urbana San Blas
La Parroquia Urbana San Blas es una de las 9 parroquias urbanas de la ciudad de Valencia en Venezuela y una de las 38 parroquias civiles que integran el Estado Carabobo. Su creación tuvo lugar en febrero de 1853.
Las primeras zonas urbanizadas en la ciudad comenzaron a aparecer a finales de la década de los cincuenta del siglo XX, con el crecimiento poblacional intempestivo que llevó a la construcción habitacional fuera de la cuadrícula original existente en relación con el Casco Central de Valencia. Está ubicada en la zona central de la ciudad.

## Límites
- Norte: Con el Parroquia Urbana San José.

- Sur: Con la Parroquia Miguel Peña

- Este: Con el Municipio San Diego, por la fila del Cerro Copey

- Oeste: Con la Parroquia Urbana Catedral

## Clima
Su temperatura media anual es de 26 °C, con máximo de 32,6 °C y mínima de 18,5 °C, con un promedio de 23,3 °C a la sombra. Su elevación es de 479 m s. n. m. promedio. Como la mayor parte de Venezuela, la parroquia tiene un período de lluvias que va desde mayo a noviembre. El resto del año hay pocas precipitaciones.
| Parámetros climáticos promedio de Valencia, Venezuela       | Parámetros climáticos promedio de Valencia, Venezuela | Parámetros climáticos promedio de Valencia, Venezuela | Parámetros climáticos promedio de Valencia, Venezuela | Parámetros climáticos promedio de Valencia, Venezuela | Parámetros climáticos promedio de Valencia, Venezuela | Parámetros climáticos promedio de Valencia, Venezuela | Parámetros climáticos promedio de Valencia, Venezuela | Parámetros climáticos promedio de Valencia, Venezuela | Parámetros climáticos promedio de Valencia, Venezuela | Parámetros climáticos promedio de Valencia, Venezuela | Parámetros climáticos promedio de Valencia, Venezuela | Parámetros climáticos promedio de Valencia, Venezuela | Parámetros climáticos promedio de Valencia, Venezuela |
| Mes                                                         | Ene.                                                  | Feb.                                                  | Mar.                                                  | Abr.                                                  | May.                                                  | Jun.                                                  | Jul.                                                  | Ago.                                                  | Sep.                                                  | Oct.                                                  | Nov.                                                  | Dic.                                                  | Anual                                                 |
| ----------------------------------------------------------- | ----------------------------------------------------- | ----------------------------------------------------- | ----------------------------------------------------- | ----------------------------------------------------- | ----------------------------------------------------- | ----------------------------------------------------- | ----------------------------------------------------- | ----------------------------------------------------- | ----------------------------------------------------- | ----------------------------------------------------- | ----------------------------------------------------- | ----------------------------------------------------- | ----------------------------------------------------- |
| Temp. máx. media (°C)                                       | 31.1                                                  | 32.2                                                  | 32.2                                                  | 32.2                                                  | 31.1                                                  | 30.0                                                  | 30.0                                                  | 30.0                                                  | 30.6                                                  | 31.1                                                  | 31.1                                                  | 31.1                                                  | 31.1                                                  |
| Temp. mín. media (°C)                                       | 17.2                                                  | 17.8                                                  | 18.9                                                  | 21.1                                                  | 21.7                                                  | 20.6                                                  | 20.0                                                  | 20.0                                                  | 20.0                                                  | 20.0                                                  | 19.4                                                  | 17.8                                                  | 19.5                                                  |
| Precipitación total (mm)                                    | 5.1                                                   | 5.1                                                   | 7.6                                                   | 45.7                                                  | 106.7                                                 | 132.1                                                 | 129.5                                                 | 172.7                                                 | 134.6                                                 | 99.1                                                  | 53.3                                                  | 15.2                                                  | 906.8                                                 |
| Fuente: The Weather Channel Interactive, Inc. Marzo de 2009 |                                                       |                                                       |                                                       |                                                       |                                                       |                                                       |                                                       |                                                       |                                                       |                                                       |                                                       |                                                       |                                                       |

## Complejos urbanísticos
La parroquia está conformada por las siguientes urbanizaciones y barrios (asentamientos irregulares): 
- Parroquia San Blas (Casco Norte y Casco Sur)
- Urbanización San Blas 1
- Urbanización San Blas 2 (Super Bloques)
- Urbanización Michelena
- Conjunto Residencial Imperio

Asentamientos irregulares:
- Barrio San Rafael
- Barrio Santa Iduviges
- Barrio La California
- Brisas del Este
- La Adobera
- Libertador
- Puerto Nuevo